# Championnat du monde des voitures de sport 1977
1976 1978
Le Championnat du monde des voitures de sport 1977 est la 25e saison du Championnat du monde des voitures de sport (WSC) FIA. Il est réservé aux voitures de Sport. Ce championnat s'est couru du 17 avril 1977 au 18 septembre 1976, comprenant huit courses (dont quatre en Italie).
En 1977, la FIA continue à organiser le championnat du monde en deux séries courant simultanément. Les voitures de sport « ouvertes » restent dans le championnat des voitures de sport pendant que les voitures de production courent dans un championnat de « marques ». Les épreuves auxquelles les deux types de voitures participent en même temps, comme les 12 Heures de Sebring ou les 24 Heures du Mans ne sont comptabilisées dans aucun des deux championnats.

## Calendrier
| Manche | Course                                       | Circuit                | Participants | Date         |
| ------ | -------------------------------------------- | ---------------------- | ------------ | ------------ |
| 1      | 500 km de Dijon                              | Dijon-Prenois          | 18           | 17 avril     |
| 2      | 500 km de Monza - Trofeo Filippo Caracciolo  | Monza                  | 34           | 24 avril     |
| 3      | 400 km de Vallelunga - Trofeo Ignazio Giunti | Circuit de Vallelunga  | 24           | 2 juin       |
| 4      | 500 km de la Coppa Florio                    | Circuit d'Enna-Pergusa | 21           | 19 juin      |
| 5      | 2 h 30 min d'Estoril                         | Circuit d'Estoril      | 8            | 10 juillet   |
| 6      | 500 km du Castellet                          | Circuit Paul-Ricard    | 29           | 24 juillet   |
| 7      | 250 km d'Imola                               | Imola                  | 26           | 4 septembre  |
| 8      | Elan Trophy (300 km)                         | Salzburgring           | 9            | 18 septembre |

## Résultats de la saison

### Attribution des points
Les points sont distribués aux dix premiers de chaque course dans l'ordre de 20-15-12-10-8-6-4-3-2-1 points.
Les constructeurs ne reçoivent les points que de leur voiture la mieux classée, les autres voitures du même constructeur ne marquant aucun point.

### Courses
| Manche | Circuit      | Équipe vainqueur                   | Résultats |
| Manche | Circuit      | Pilote vainqueur                   | Résultats |
| ------ | ------------ | ---------------------------------- | --------- |
| 1      | Dijon        | #1 Autodelta SpA                   | Résultats |
| 1      | Dijon        | Arturo Merzario Jean-Pierre Jarier | Résultats |
| 2      | Monza        | #2 Autodelta SpA                   | Résultats |
| 2      | Monza        | Vittorio Brambilla                 | Résultats |
| 3      | Vallelunga   | #2 Autodelta SpA                   | Résultats |
| 3      | Vallelunga   | Vittorio Brambilla                 | Résultats |
| 4      | Pergusa      | #1 Autodelta SpA                   | Résultats |
| 4      | Pergusa      | Arturo Merzario                    | Résultats |
| 5      | Estoril      | #1 Autodelta SpA                   | Résultats |
| 5      | Estoril      | Arturo Merzario                    | Résultats |
| 6      | Paul-Ricard  | #1 Autodelta SpA                   | Résultats |
| 6      | Paul-Ricard  | Arturo Merzario Jean-Pierre Jarier | Résultats |
| 7      | Imola        | #2 Autodelta SpA                   | Résultats |
| 7      | Imola        | Vittorio Brambilla                 | Résultats |
| 8      | Salzburgring | #2 Autodelta SpA                   | Résultats |
| 8      | Salzburgring | Vittorio Brambilla                 | Résultats |

### Championnat du monde des constructeurs
Seuls les six meilleurs résultats sont pris en compte dans le classement. Les autres points ne sont pas comptabilisés et sont indiqués en italique.
| Pos | Constructeur | 1  | 2  | 3  | 4  | 5  | 6  | 7  | 8  | Total |
| --- | ------------ | -- | -- | -- | -- | -- | -- | -- | -- | ----- |
| 1   | Alfa Romeo   | 20 | 20 | 20 | 20 | 20 | 20 | 20 | 20 | 120   |
| 2   | Osella       | 15 | 15 | 12 | 12 |    | 4  | 15 |    | 73    |
| 3   | Lola         | 12 | 4  |    |    | 10 | 6  | 6  | 10 | 48    |
| 4   | Chevron      | 8  | 3  | 10 |    |    | 12 | 8  |    | 41    |
| 5   | Sauber       |    |    |    | 15 | 8  | 8  |    |    | 31    |
| 6   | TOJ          |    |    |    |    |    | 15 |    |    | 15    |
| 7   | AMS          |    |    | 4  |    |    |    | 10 |    | 14    |
| 8   | McLaren      |    | 10 |    |    |    |    | 3  |    | 13    |
| 9   | March        |    |    |    |    |    |    |    | 8  | 8     |